# Ágios Andréas (Messénie)
Ágios Andréas, en grec moderne : Άγιος Ανδρέας, est un village du dème de Messini, district régional de Messénie, en Grèce.
Depuis 1972 il constitue un hameau du village de Longá dont il est le débarcadère.